# フリードリヒ・ゴットリープ・ヴェルカー

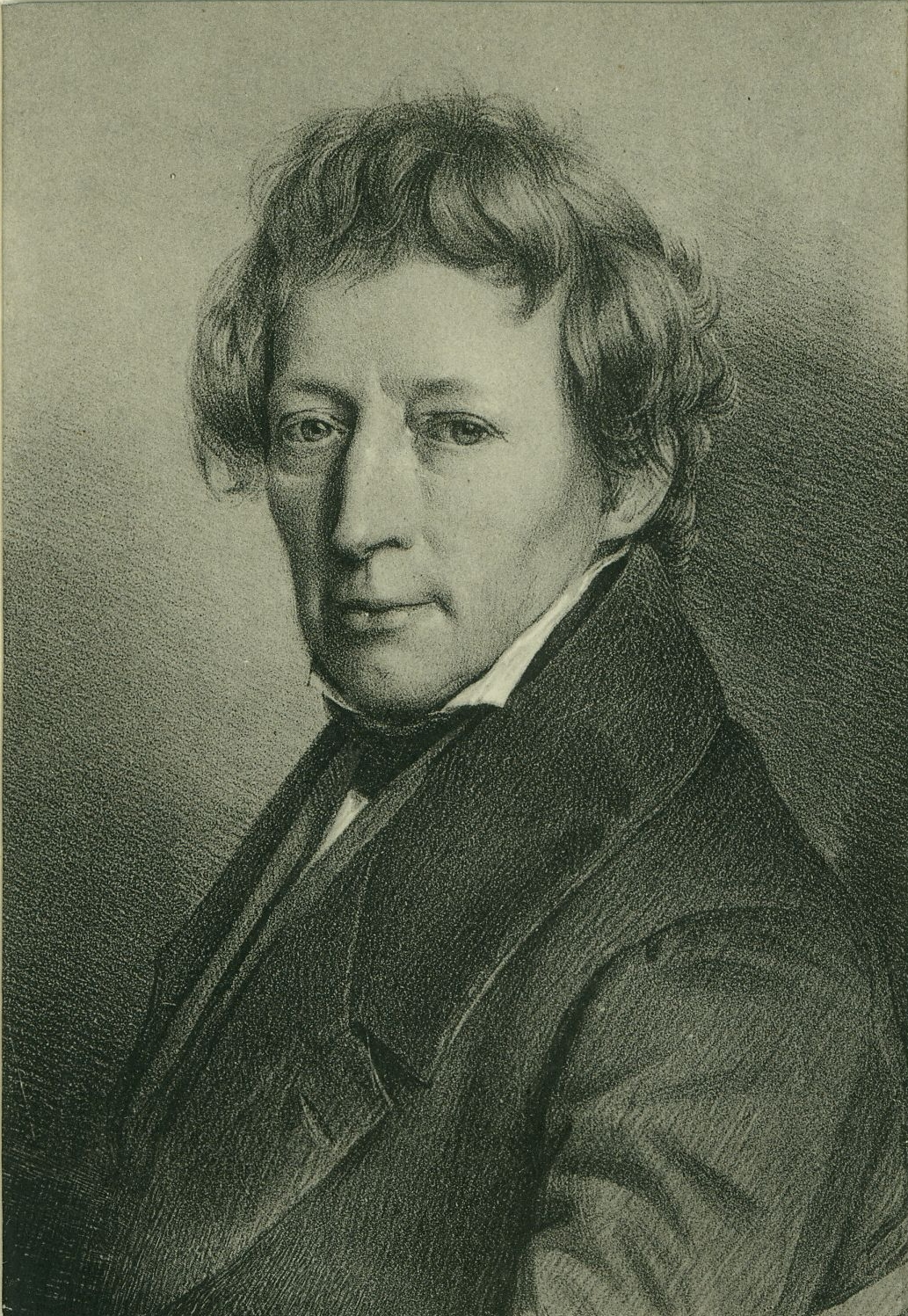
フリードリヒ・ゴットリープ・ヴェルカー、アドルフ・ホーネック作、1840年。

フリードリヒ・ゴットリープ・ヴェルカー（ドイツ語: Friedrich Gottlieb Welcker、1784年11月4日 - 1868年12月17日）は、ドイツの考古学者、古典文献学者。

## 生涯
1784年、ヘッセン＝ダルムシュタット方伯領のグリューンベルクで生まれた。ギーセン大学で文献学を学んだ後、1803年に当地のギムナジウムの教師を務めた。1806年にイタリアを旅し、ローマに1年以上留まってヴィルヘルム・フォン・フンボルトの家族の家庭教師を務めた。1808年にギーセンでの職務に戻ると、翌年にギリシャ文学と考古学の教授に任命された（ドイツの大学では初のギリシャ文学と考古学教授である）。第六次対仏大同盟戦争の1814年戦役に志願兵として参戦した後、1815年にコペンハーゲンに向かい、そこでデンマークの考古学者ゲオルク・ツェーガ（1755年 - 1809年）の文書集を整理して、ツェーガの伝記（Zoëgas Leben、1819年、シュトゥットガルト）を出版した。
政治では自由主義を支持したため、ギーセン大学の上層部と争った後、1816年にゲッティンゲン大学に転じた。その3年後にはさらにボン大学に転じ、そこで美術館と図書館を設立、図書館の初代館長を務めた。
1841年から1843年にかけてギリシャ王国とイタリアを旅した後、1854年に図書館長から退き、1861年には大学教授も退職した。以降1868年に死去するまでボンに住んだ。

## 著作
初期にアリストパネス、ピンダロス、サッポーを研究した後、アルクマン（1815年）、ヒッポナクス（1817年）、メガラのテオグニス（1826年）、ヘーシオドスの『神統記』（1865年）などの古典編集を出版、ほかにもSylloge epigrammatum Graecorum（1828年、ボン）、Griechische Götterlehre（3巻、1857年 - 1862年、ゲッティンゲン、ギリシアの宗教に関する著作）を出版、ギリシア文学についてはDie Äschyleische Trilogie（1824年、1826年）、Der epische Zyklus oder die Homerischen Gedichte（2巻、1835年、1849年）、Die griechischen Tragödien mit Rücksicht auf den epischen Zyklus geordnet（3巻、1839年 - 1841年）を著述した。古代美術についてはツェーガの伝記のほかにもZeitschrift für Geschichte und Auslegung der alten Kunst （1817年 - 1818年、ゲッティンゲン）とAlte Denkmäler（5巻、1849年 - 1864年）がある。ほかにもKleine Schriften（1844年 - 1867年、短文集）を出版した。

## 評価
ブリタニカ百科事典第11版はヴェルカーを考古学の先駆者と評価した。それまでのヘレニズム研究家と違い、ギリシャ美術と宗教の研究が文献学の研究とともに行われる必要性を説いたという。

## 関連図書
- August Baumeister (1896). "Welcker, Gottlieb". Allgemeine Deutsche Biographie (ドイツ語). Vol. 41. Leipzig: Duncker & Humblot. pp. 653–660.